# 김대두
김대두(金大斗, 1949년 11월 17일 ~ 1976년 12월 28일)는 1975년 8월부터 1975년 10월까지 17명을 살해한 연쇄 살인범이다.
1975년 8월 13일부터 10월 7일까지 55일 동안 전라남도 광산군에서 마을 주민 안종현(63)을 살해한 것을 비롯하여, 무안군, 경기도 평택시, 서울 등지에서 9차례에 걸쳐 모두 17명을 살해한 혐의를 받았다.
1975년 10월 7일 서울에서 피해자의 피가 묻은 청바지를 세탁소에 맡겼다가 이를 수상하게 여긴 세탁소 주인 하근배(26)의 신고로 검거되었다.
그리고 연쇄 살인범 김대두는 체포되었을 때 현장검증에서 자신이 경기도 일대에서 일가족 단위로 4차례나 살해했다고 주장하였다.
그 이후 1976년 12월에 사형 선고를 받고, 독실한 개신교 신자가 되었지만, 결국 12월 28일 사형이 집행되었다.